# The Moment Before
The Moment Before er en amerikansk stumfilm fra 1916 af Robert G. Vignola.

## Medvirkende
- Pauline Frederick som Madge.
- Thomas Holding som Harold.
- Frank Losee.
- Jack W. Johnston som John
- Eddie Sturgis som Ojoe.